# Phyteumas olivaceus
Phyteumas olivaceus är en insektsart som först beskrevs av Karsch 1896.  Phyteumas olivaceus ingår i släktet Phyteumas och familjen Pyrgomorphidae. Inga underarter finns listade i Catalogue of Life.